# Neobezzia blantoni
Neobezzia blantoni är en tvåvingeart som beskrevs av Wirth och Ratanaworabhan 1972. Neobezzia blantoni ingår i släktet Neobezzia och familjen svidknott. Inga underarter finns listade i Catalogue of Life.